# Grön vårtlav
Grön vårtlav (Wahlenbergiella mucosa) är en svampart som först beskrevs av Göran Wahlenberg, och fick sitt nu gällande namn av Gueidan & Thüs. Wahlenbergiella mucosa ingår i släktet Wahlenbergiella och familjen Verrucariaceae.   Inga underarter finns listade i Catalogue of Life.
I den svenska databasen Dyntaxa används istället namnet Verrucaria mucosa för samma taxon.  Arten är reproducerande i Sverige.